# Please, Please
Please, Please/Don’t Stop Me Now – podwójny singel pop-rockowego zespołu McFly, piąty numer jeden UK Singles Chart zespołu. Oficjalny singiel charytatywnej akcji Sport Relief.
Na singlu znalazł się cover utworu „Don’t Stop Me Now” zespołu Queen.

## Powstanie utworu
„Please, Please” napisali wszyscy członkowie zespołu McFly oraz Jason Perry. Utwór dotyczy rudowłosej, zielonookiej dziewczyny o imieniu Lindsay. Prawdopodobnie inspiracją była Lindsay Lohan, z którą McFly zagrali w filmie „Całe szczęście”. Pielęgniarka w teledysku ma plakietkę z nazwiskiem Lindsay Albright a bohaterka grana w filmie przez Lohan nazywała się Ashley Albright. Podczas kręcenia filmu tabloidy publikowały plotki na temat wspólnej nocy aktorki z Harrym. 

## Lista utworów

### UK CD 1
1. „Don’t Stop Me Now”
2. „Please, Please” (Radio Version)

### UK CD 2
1. „Please, Please” (Single Version)
2. „Don’t Stop Me Now”
3. „5 Colours in Her Hair” (US Mix)
4. „5 Colours in Her Hair” (Live From Arena Tour)
5. „5 Colours in Her Hair” (Live Video)
6. „Harry in India"

### UK DVD Single
1. „Please, Please” (Audio)
2. „Don’t Stop Me Now” (Audio)
3. „I've Got You” (U.S. Version)
4. „I've Got You” (U.S. Movie Video)
5. „Please, Please” (Video)
6. „Behind the Scenes at the Video Shoot"